# Ariadna corticola
Ariadna corticola är en spindelart som beskrevs av Lawrence 1952. Ariadna corticola ingår i släktet Ariadna och familjen sexögonspindlar. Inga underarter finns listade i Catalogue of Life.